# Kotta, Sira
Kotta là một làng thuộc tehsil Sira, huyện Tumkur, bang Karnataka, Ấn Độ.